# Vahutka, Iavoriv
Vahutka (în ucraineană Вахутка) este un sat în comuna Lozîno din raionul Iavoriv, regiunea Liov, Ucraina.

## Demografie
Componența lingvistică a localității Vahutka
     Ucraineană (100%)
Conform recensământului din 2001, toată populația localității Vahutka era vorbitoare de ucraineană (100%).